# Nederhorst den Berg
Nederhorst den Berg è una località olandese situata nel comune di Wijdemeren, nella provincia dell'Olanda Settentrionale.